# Venkovská usedlost čp. 14 (Nepolisy)
Venkovská usedlost čp. 14 je areál zemědělské usedlosti situovaný v centru obce Nepolisy.

## Popis
Usedlost se nachází na západní straně návsi, v blízkosti rybníka. Komplex se skládá z obytného domu, špýcharu, chléva, ovčína, stodoly a oplocení. Obytný dům je v oblasti Chlumecka pravděpodobně nejcennější roubenou stavbou z tzv. trhanic. Obvodové stěny domu jsou tvořeny na výšku pouze čtyřmi mohutnými, vysokými trhanicemi. Dům je navíc datován, což je v tomto regionu velmi výjimečný jev. Původní lomenice, která byla snesena společně s původní střešní krytinou (došky) v roce 1942, nesla dataci 1729 a jméno Jan Schovánek. Po domě čp. 2 v Nepolisech, který je datován 1727, se tak jedná o druhý nejstarší známý datovaný vesnický dům v celém Pocidliní. Původní zvalbená lomenice byla rozčleněna na dvě horizontální pásma: spodní část byla skládána ze svislých prken a horní třetina klasovitě, ve směru kolmém k obrysu štítu. Neobvyklé je v tomto regionu rovněž uplatnění dvou samostatných, tj. nesdružených oken v přízemí štítového průčelí.
Zajímavostí je, že majitelé domu v roce 1990 vlastnili olejomalbu, kde byl obytný dům zachycen ve své původní podobě z 1. třetiny 18. století.
Areál usedlosti byl 25. února 2003 prohlášen chráněnou kulturní památkou, 24. září 2004 byla ale památková ochrana zrušena.

## Architektura
Obílený roubený dům s trojdílnou dispozicí stojí na kamenné podezdívce a je orientován štítovým průčelím do návsi. Místnosti domu mají trámové záklopové stropy. Na dům navazují zděné chlévy. 
Roubený špýchar je orientován okapovou stranou do návsi a stojí vedle obytného domu. Je posazen na pískovcovém soklu a částečně na kamenném sklípku s valenou klenbou a vchodem ze dvora. Špýchar má sedlovou střechu s mírným předsazením. Na opačném konci dvora stojí roubený chlév, který má tři samostatné místnosti se vchody do dvora. Vedle chléva stojí ovčín roubený z trhanic se dvěma prostorami. Stejně jako chlév má plochý strop opatřený mazanicí. Mimo dvůr dále v zahradě stojí zděná pilířová stodola. Kolem zahrady byl plaňkový plot se zděnými sloupky.